# Beaufortovo moře
Beaufortovo moře (anglicky Beaufort Sea) je část Severního ledového oceánu na pobřeží Aljašky a kanadského teritoria Yukon a kanadských Severozápadních teritorií. Na východě hraničí s Amundsenovým zálivem, průlivem McClure a Banksovým ostrovem. Na severu má hranici u ostrova Prince Patrika.

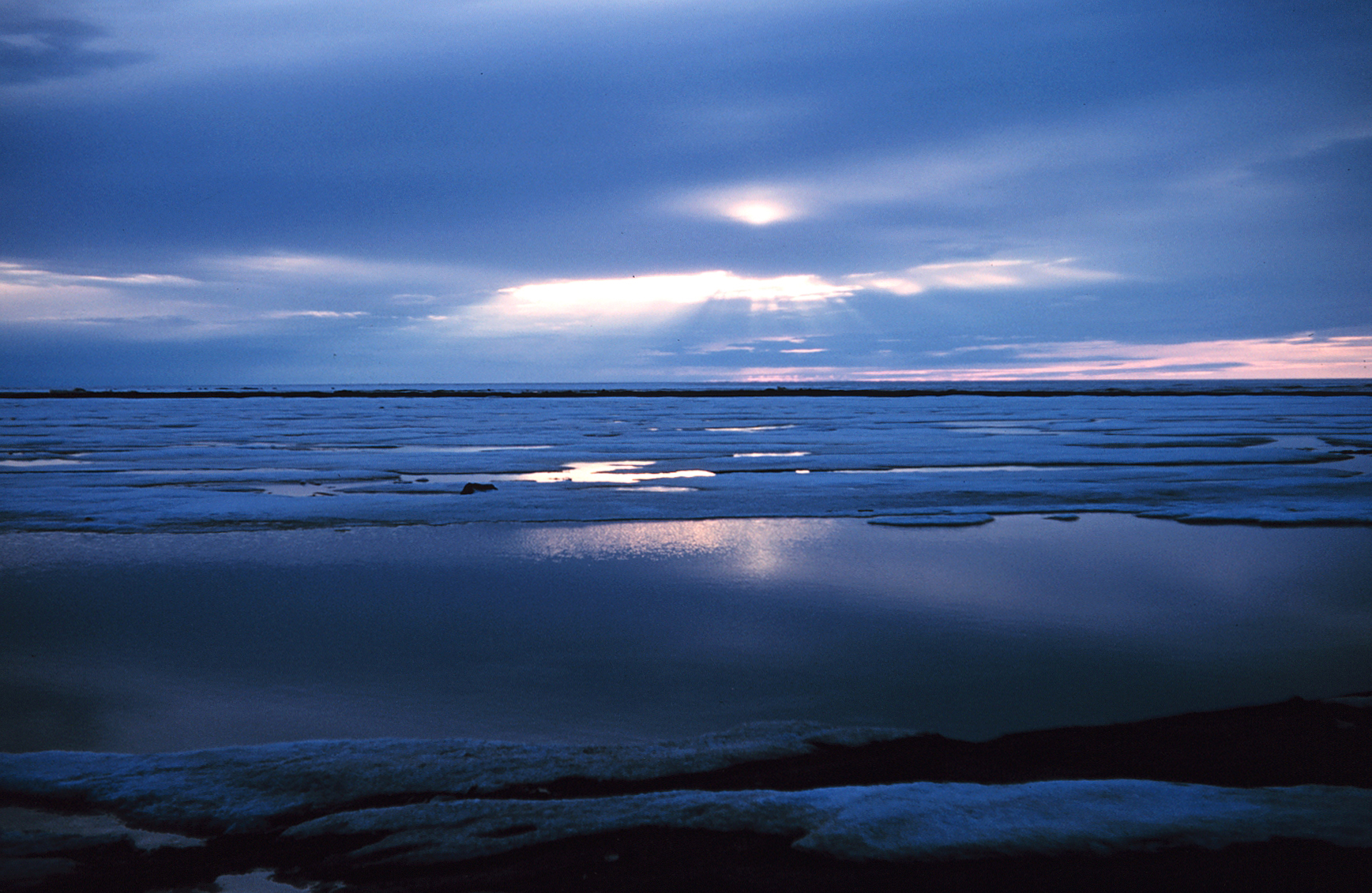
Jaro v Beaufortové moři

Bylo pojmenováno po siru Francisi Beaufortovi (1774–1857)
Moře má rozlohu 450 000 km² a dosahuje maximální hloubky 4683 metrů. Průměrná hloubka je 1004 metrů. V moři jsou značné zásoby ropy a zemního plynu.
Mořská hranice v Beaufortově moři mezi Kanadou a USA je sporná.